# Fort Clark Springs
Fort Clark Springs est une census-designated place située dans le comté de Kinney, dans l’État du Texas, aux États-Unis. Sa population s’élevait à 1 228 habitants lors du recensement de 2010.